# Església de Sant Josep (Badalona)
L'església de Sant Josep és un temple parroquial catòlic de Badalona, obra de Joan Amigó i Barriga, protegida com Bé Cultural d'Interès Local.
Pel creixement de la població de Badalona a finals del segle xix es va decidir crear una nova parròquia, la segona després de Santa Maria. Establert com a demarcació parroquial el 1868, va començar a funcionar a les dependències del convent de la Divina Providència, fins que es va decidir urbanitzar la plana del Corb i erigir la nova el 1916.
La parròquia va començar a funcionar en la seva ubicació habitual el 1925, però es va veure afectada per la guerra civil, que va patir desperfectes i a la torre es va instal·lar una metralladora antiaèria. No seria fins a 1945 que el temple prendria el seu aspecte actual.
Amb una important vessant cultural a través del seu centre parroquial, Sant Josep ha dut a terme al llarg dels anys nombroses activitats diverses, com teatre, escacs i esports diversos.

## Descripció
El conjunt està format per l'església, una capella i la casa rectoral. És obra de l'arquitecte Joan Amigó, autor modernista que té en aquest exemple una de les seves obres menys modernista. L'església neogòtica té una nau central de 10 metres d'ample i 35 metres de llargada i dues naus laterals de 5 metres d'ample. Està complimentada amb les capelles, el deambulatori i la cripta, situada sota el presbiteri. És feta amb maó, de pedra de Vinaixa, i ferro; aquest darrer element es troba camuflat a l'interior, però no a l'exterior. El seu estil és neogòtic, per bé que simplificat. Inicialment havia de gaudir d'una major decoració a l'exterior, però aquesta no es va arribar a realitzar per causes accidentals. El campanar és rectangular, de 30 metres d'alçada, i coronat per una agulla de ferro, amb una nau coberta de bigues entre arcs diafragma trilobats. A través de la torre s'accedeix a la capella lateral, paral·lela a l'edifici principal però independent d'aquest.

## Història
L'enorme creixement demogràfic que va experimentar Badalona durant la segona meitat del segle xix, amb la creació del seu eixample vers el mar, va plantejar la creació d'una nova parròquia, que es convertí en la segona després de Santa Maria. Aquesta s'havia de convertir en el temple dels nous burgesos industrials, però també de les classes obreres. La creació de la nova demarcació parroquial fou un fet l'any 1868, però davant la manca d'un terreny adequat on construir la nova església, la seva seu estigué provisionalment en el convent de la Divina Providència, al costat del qual es va establir la casa rectoral per al rector Francesc Ballaró.
La ubicació, que havia de ser temporal, durar 57 anys, fins que es decideix urbanitzar la plana del Corb, gràcies a les donacions de terrenys del terratinent Ignasi de Ventós i Mir el 1916. Aleshores, es decideix també erigir una nova església a través de col·lectes per aconseguir fons per dur a terme la construcció. En part, serien els diners de la nova burgesia industrial la que sufragaria el temple, i l'obra es va encarregar a Joan Amigó i Barriga. El plànol en planta del nou temple s'enllestí l'agost de 1920 i a l'octubre es posava la primera pedra el 17 d'octubre. Encara que no fou fins al 3 de desembre que es tingué el vistiplau del bisbe de Barcelona Ramon Guillamet i de l'ajudant diocesà Enric Sagnier per tal d'iniciar les obres. La sol·licitud dels permisos van anar a càrrec del prevere Joan Padrós l'any següent, segons l'expedient municipal, però el trasllat definitiu fou l'any 1925, coincidint precisament amb la consagració de la capella del Santíssim, moment en què el responsable de la parròquia era mossèn Pere Rifé i Ausió, que va estar al capdavant de la parròquia i, per tant, del seu vessant espiritual però també cultural, durant 31 anys.
Les obres foren lentes, sobretot en els fonaments, de fet, el 29 de gener de 1928 es va fer la benedicció de la cripta, dedicada a la Mare de Déu de Lorda. A més, cal sumar-hi les destrosses produïdes amb l'esclat de la guerra civil, el 1936. La rectoria i l'església van ser assaltades i incendiades, es van cremar les capelles, els arxius, les imatges, es va destruir el rellotge de la torre i es van fondre les campanes. No obstant això, l'edifici fou utilitzat durant el conflicte: la rectoria va ser emprada com a magatzem de material de guerra, i a dalt de tot de la torre s'hi va instal·lar una metralladora antiaèria. Després de la guerra, el febrer de 1939 es reprengué l'obra, moment en què es fa el plànol transversal. Així mateix, va tornar a haver-hi culte, tot i que es va fer a la cripta. Les parts més afectades durant la guerra van ser reformades i les obres del temple no van finalitzar fins a 1945. L'església i l'altar major van ser consagrats el 13 d'octubre d'aquell any pel bisbe Gregorio Modrego.

## El Centre Parroquial Sant Josep

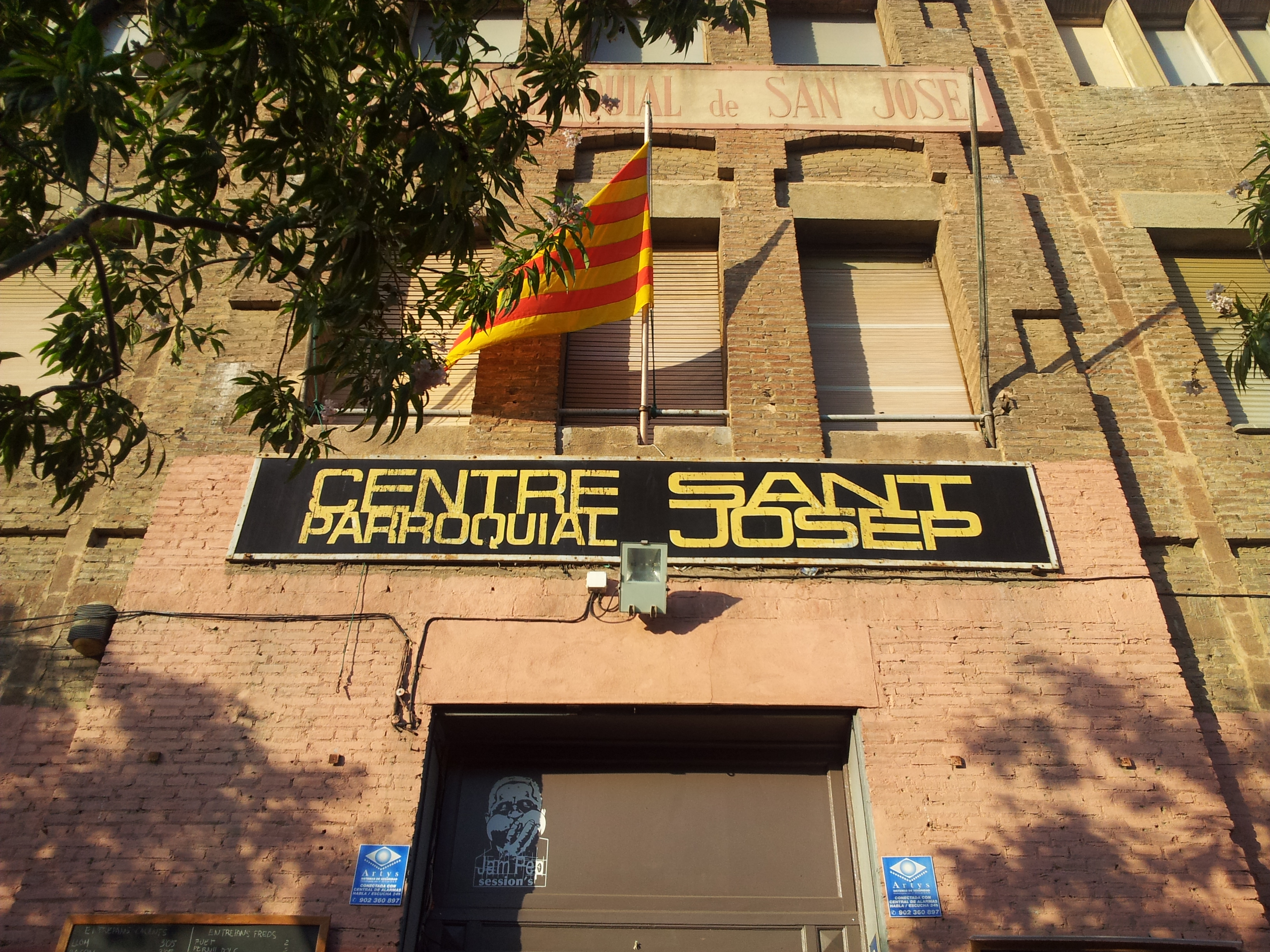
Façana del centre parroquial

Sant Josep va acollir des dels seus inicis moltes associacions i confraries, per exemple la Congregació del Sant Crist, la de Maria Immaculada i Sant Lluís Gonzaga, la Lliga de la Perseverança, Acció Catòlica, l'Escolania, la primera i única de Badalona, entre moltes altres que acompanyaven les funcions religiosos solemnes. A més, la parròquia també organitzava activitats, com les classes de catecismes als barris de la ciutat. També va crear les escoles del Caudillo i l'Acadèmia Sant Josep, ubicada al soterrani del temple. A banda de les activitats purament religioses, també va donar per a altres iniciatives, i a finals dels anys vint va començar a funcionar el grup de joves Esbarjo, que feien obres de teatre i sessions de cinema mut també al soterrani. Després de la guerra civil, la parròquia va iniciar novament les seves activitats en l'actual Centre Parroquial de Sant Josep, el 15 d'octubre de 1940. La seva primera seu, de caràcter provisional, va ser al carrer Güell i Ferrer, al local que ocupa la Cooperativa La Moral, i a partir de 1948 a la seva actual seu, que també va ser obra de Joan Amigó i Barriga. El centre va acollir nombroses seccions de diversa mena, tant culturals com esportives, i van destacar especialment la secció de teatre, la de música, l'excursionista i a partir de 1964, el grup de joves de l'aspirantat i els equips de futbol, bàsquet, escacs, ping-pong i hoquei patins.
Actualment una de les activitats més destacades és el bàsquet, però també s'han mantingut el grup d'escacs i actualment també hi funciona un bar. A més, el centre s'ha convertit en un lloc de reunió social per als badalonins. No obstant això, el 2012 va veure perillar la seva continuïtat perquè no complia la normativa de seguretat vigent.